# جيمي لونر
جيمي ميشيل لونر (بالإنجليزية: Jamie Luner)‏ (ولد في 12 مايو 1971) ممثلة أمريكية.

## روابط خارجية
- جيمي لونر على موقع IMDb (الإنجليزية)
- جيمي لونر على موقع ألو سيني (الفرنسية)
- جيمي لونر على موقع أول موفي (الإنجليزية)
- جيمي لونر على موقع إن إن دي بي (الإنجليزية)
- جيمي لونر على موقع قاعدة بيانات الفيلم (الإنجليزية)
- جيمي لونر على موقع كينوبويسك (الروسية)
- JamieLunerعلى تويتر.